# Harplinge sogn
Harplinge sogn i Halland var en del af Halmstad herred. Harplinge distrikt dækker det samme område og er en del af Halmstads kommun. Sognets areal var 61,25 kvadratkilometer, heraf land 60,72. I 2020 havde distriktet 6.753 indbyggere. Landsbyerne Harplinge, Gullbrandstorp, Villshærad, Haverdal og en del af Steninge ligger i sognet.
Navnet (1300 Harpælyung) består af to dele. Den første del er sandsynligvis 'harpa' (stiv), den anden del lyng. Befolkningen steg fra 1810 (1.176 indbyggere) til 1910 (3.149 indbyggere). Derefter faldt den, så der i 1960 var 2.446 indbyggere i Harplinge. Siden er befolkningen steget hurtigt (især mellem 1970 og 1980).
Der er fem naturreservater i sognet: Haverdal er en del af EU-netværket Natura 2000, mens Enet, Mannarp, Særdal og Vilshærad er kommunale naturreservater.